# NextGenerationEU

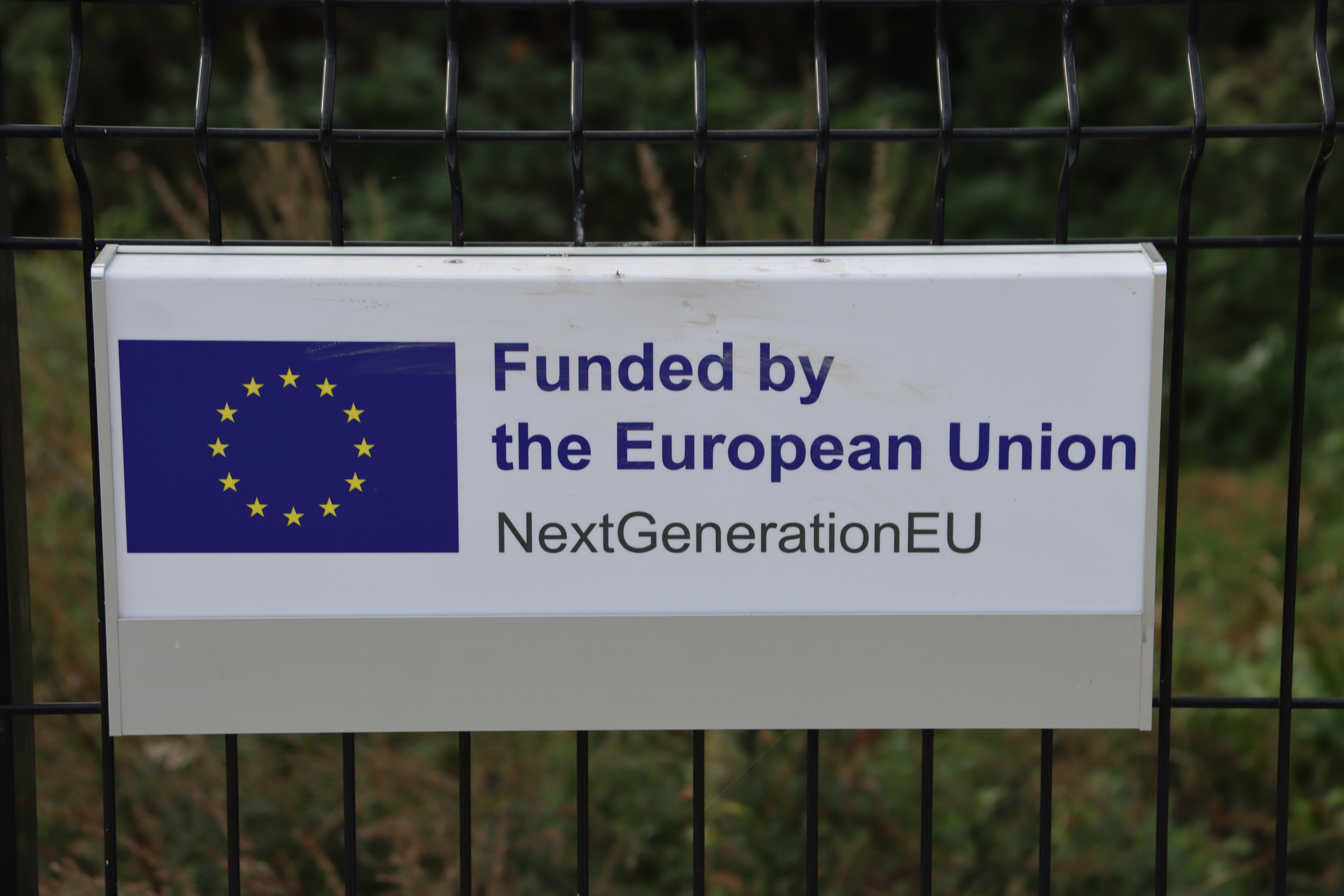
NextGeneration EU Station Zwijndrecht (België)

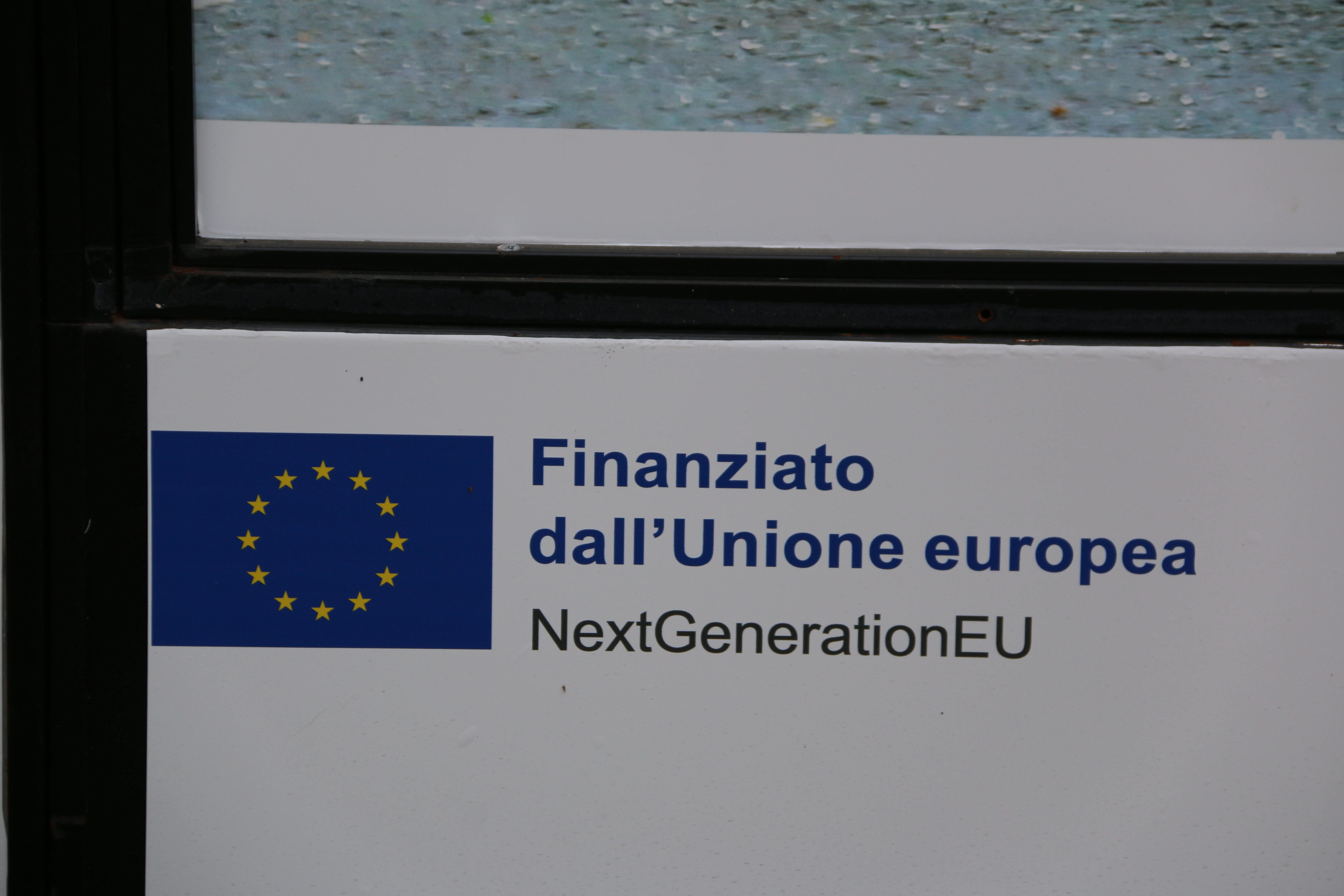
Logo van NextGenerationEU bij een Italiaans project

NextGenerationEU (NGEU) is een economisch herstelplan van de Europese Raad voor de coronacrisis. Na vier dagen onderhandelen bereikten de Europese Commissie, het Europees Parlement en de EU-leiders op 21 juli 2020 overeenstemming over dit plan, dat "ons uit de crisis zal leiden en het fundament legt voor een modern en duurzamer Europa".
NextGenerationEU geldt als aanvulling op het Meerjarig Financieel Kader (MFK) 2021-2027 (de langetermijnbegroting van de EU). Het plan beoogt geld uit te keren aan EU-lidstaten in 2021 en 2022, in totaal 750 miljard euro. De verwachting is dat "Nederland (...) bv relatief meer voordeel [zal] halen uit de subsidies dan Duitsland, Denemarken of Ierland, lidstaten die de coronacrisis het best doorstonden. De grootste steun gaat naar het zwaar getroffen Italië en Spanje".
Op 3 augustus 2021 werd uit hoofde van dit plan aan België € 770 miljoen en aan Portugal € 2,2 miljard uitbetaald. 